# Batalla de Huanacopampa
La batalla de Huanacopampa o Cotabambas fue un enfrentamiento militar librado durante la guerra civil incaica. Aunque fue una contundente victoria táctica para el gobierno cusqueño de Huáscar (y la última del conflicto), este fracasó en capitalizar estratégicamente el resultado, permitiéndoles a los rebeldes atahualpistas reorganizarse y recuperarse.

## Antecedentes
Tras las victorias en el norte frente al príncipe Atoc, Atahualpa decidió avanzar sobre el actual territorio peruano. Eran Huánuco Pampa, Quito, Tomebamba, Hatuncolla, Incahuasi y Charcas las principales ciudades del imperio después de la capital. Entre ellas se había formado un verdadero eje entre Quito y Cuzco lleno de tambos desde la época de Huayna Cápac. Siguiendo ese eje Atahualpa continuó su campaña.
Tanto él como Huáscar se habían mantenido en retaguardia o en sus capitales, dejando la dirección militar a sus generales. Los soldados atahualpistas se reforzaron con guerreros norteños y marcharon a Cusibamba por los caminos andinos. Finalmente se produjo una nueva batalla donde habrían muerto 35.000 hombres entre ambos bandos (según las crónicas) y dio la victoria a Atahualpa.
El general huascarista Huanca Aunqui llegó con los supervivientes a Cajamarca, donde recibió 10 000 chachapoyas de refuerzo y órdenes para enfrentar al general atahualpista Quizquiz, que salía de Cusibamba. En Cochahuaila los atahualpistas atacaron a los chachapoyas, que estaban separados del grueso del ejército cuzqueño, salvándose apenas 2000 a 3000 que huyeron a la meseta de Bombón. Poco después, los quiteños entran en Cajamarca, Rumiñahui queda con la reserva ahí, mientras Quizquiz y Chalcuchímac continúan la ofensiva por el Qhapaq Ñan a Huamachuco y Andamarca, era agosto de 1531. Aunqui recibió numerosos refuerzos hasta tener 200 000 hombres según los cronistas. Después de estas victorias, los quiteños eran dueños de Huancabamba, Chachapoyas y Huamachuco.
En noviembre empiezan escaramuzas a orillas del río Huari. Pronto se inician tres días de combates en Bombón. Ambos ejércitos superaban los 100 000 efectivos y quedaron en el campo 20 000 cadáveres. Aunqui se retiró al valle de Jauja con sus hombres, donde se le unieron los que traía el Sapa Inca desde el sur, pasando los 200 000. Entre tanto, el avance atahualpista se hizo más lento por los problemas de abastecimiento al estar tan lejos de sus bases. A finales de año, el ejército de Atahualpa derrotaron en el valle de Yanamarca, entraron en el valle del Jauja y ocuparon Hatun Xauxa. Esto provocó la destitución de Aunqui, quien fue reemplazado por Mayta Yupanqui. El nuevo comandante cuzqueño decidió establecer una línea defensiva en el río Angoyaco, que era atravesado únicamente por un puente colgante rodeado de desfiladeros. Tenía a sus órdenes 12 000 soldados. Con esa sólida posición esperaba ganar tiempo mientras el Inca Huáscar preparaba la defensa del Cuzco. Pasó un mes de exitosa resistencia hasta que Chalcuchímac atravesó el desfiladero y rodeo y extermino a los defensores. El resto de los cuzqueños, con Mayta a la cabeza, se retiraron al valle del río Vilcas, un lugar de topografía similar a Angoyaco, pero en lugar de intentar repetir la misma defensa tan efectiva, prefirieron retirarse al Cuzco.

## Batalla
La vanguardia atahualpista, formada por 25 000 honderos, comandada por Chalcuchímac llegó al valle del río Apurímac, específicamente en Tavaray, junto al puente de Huacachaca, defendido por una poderosa fuerza huascarista. Sin saberlo Chalcuchímac, otra tropa enemigo había cruzado el río por el puente de Cunyac y le atacó por la retaguardia. Más de 10 000 quiteños murieron y el resto se retiró. Esta victoria dio nuevos bríos al Sapa Inca, que creyó posible nuevamente la victoria.
Huáscar dividió a sus ejércitos en tres: el primero, bajo su comando personal, estaba de reserva en el Cuzco; el segundo, a las órdenes de Uampa Yupanqui, se movilizó al río Cotabambas, que Chalcuchímac y Quizquiz estaban cruzando; y el tercero, con Aunqui a la cabeza, permaneció vigilando al enemigo y esperando la oportunidad de emboscarlos.
Uampa Yupanqui se encontró en la llanura de Huanacopampa con los atahualpistas. Húascar envió ayuda a su general y los cuzqueños hicieron retroceder a los enemigos hasta una colina, muriendo el general atahualpista Tomay Rimay, después prendieron fuego a los pastos secos que rodeaban el lugar. Los atahualpistas sobrevivientes debieron cruzar de vuelta el Cotabambas pero el Sapa Inca decidió no perseguirlos. Destacaron en el combate los generales huascaristas Tito Atauchi y Topa Atao.